# 5-(3,4-ジアセトキシブタ-1-イニル)-2,2'-ビチオフェンデアセチラーゼ
5-(3,4-ジアセトキシブタ-1-イニル)-2,2'-ビチオフェンデアセチラーゼ(5-(3,4-diacetoxybut-1-ynyl)-2,2'-bithiophene deacetylase, EC 3.1.1.66)は、次の化学反応を触媒する酵素である。
5-(3,4-ジアセトキシブタ-1-イニル)-2,2'-ビチオフェン + H2O {\displaystyle \rightleftharpoons } 5-(3-ヒドロキシ-4-アセトキシブタ-1-イニル)-2,2'-ビチオフェン + 酢酸
したがって、この酵素の基質は5-(3,4-ジアセトキシブタ-1-イニル)-2,2'-ビチオフェンと水、生成物は5-(3-ヒドロキシ-4-アセトキシブタ-1-イニル)-2,2'-ビチオフェンと酢酸である。
この酵素は加水分解酵素に分類され、特にカルボン酸エステル結合に作用する。系統名は5-(3,4-diacetoxybut-1-ynyl)-2,2'-bithiophene acetylhydrolaseで、別名にdiacetoxybutynylbithiophene acetate esteraseと3,4-diacetoxybutinylbithiophene:4-acetate esteraseがある。